# Horváth Tímea
Horváth Tímea, horvátul: Timea Horvat (Szombathely, 1967. május 12. – 2023. június 11.) magyarországi horvát költő, újságíró.

## Életútja
A Hrvatski glasnik szerkesztője és az MTV Állami Televízió horvát szerkesztőségének tagja, valamint a Novi glas újság szerzője is volt.
A Veseli Gradišćanci néptáncegyüttes tagja volt.
Hosszan tartó, súlyos betegség után hunyt el, Szentpéterfán helyezték végső nyugalomra.

## Műve
- Ako nisi tu (Ha nem vagy itt), versgyűjtemény, 1999